# Tatuyos
Els tatuyos són un grup ètnic indígena que habita en la conca alta del Piraparaná i l'alt Papurí, en el departament de Vaupés (Colòmbia). El seu número seria d'uns 381 individus. Les seves terres es troben al Resguardo Parte Oriental del Vaupés que té 3.354.097 hectàrees.

## Organització social
Es tracta d'un conjunts de clans patrilineals, que s'identifiquen com a unitat lingüística exogàmica i posseeixen sabers propis, així com altres marques comunes d'identitat social. Es consideren descendents d'una mateixa anaconda celeste d'origen aquàtic, als quals el xaman danta va assignar territoris contigus, establint jerarquies entre ells.
Els clans en ordre jeràrquic són pamüa (armadillo o tatú, nom pel qual es coneix al conjunt); peta hüna (formiga brava negra, vénen de la cataracta de la pinya); owa (zarigüeya); hüna bürüri; hüna pünaa i pinoa (boa).
Viuen en cases comunals o "maloca" de 12 a 21 m d'ample per 15 a 28 m de llarg i 6 a 8 m d'altura, amb sostre de dues aigües, i també en campaments o barraques provisionals amb sostre d'un declivi. El cap és el germà gran.

## Economia
Practiquen l'agricultura itinerant; conreen iuca amarga, chontaduro, plàtans, canya de sucre, pinya i papaia. Practiquen la caça amb sarbatana o escopeta i pesca amb hams, paranys o arc i fletxa. Crien gallinas.
Els homes fan canoes de troncs de 3 a 6 m de llarg i els rems i a més teixeixen diferents classes de canastres, entre ells el gran, pií, en el qual les dones porten a l'esquena carregues molt pesades.
Les dones s'encarreguen de cuinar el casabe de iuca i de la terrisseria, encara que en les parts més altes del Piraparaná és escassa l'argila.

## Ritual
Els instruments musicals, com les flautes de canyís peruu, la flauta llarga torôâ de 40 cm, la trompeta de closca de tortuga, xiulets de caragol, trencanous, maraques ñaha, marcapassos waü wü i tambors, són fabricats pels homes i es guarden en la maloca, igual que els abillaments dels balls, com les corones de plomes. Per als rituals es preparen els cants i relats d'origen, especialment sobre la anaconda primordial i la danta xaman i durant ells es balla i es consumeix coca, tabac en pols i yajé.

## Llengua
El seu idioma, el tatuyo és tonal i pertany a la branca oriental de la família tukano.